# Kasperki
Kasperki – część wsi Laliki w Polsce, położona w województwie śląskim, w powiecie żywieckim, w gminie Milówka.
W latach 1975–1998 Kasperki administracyjnie należały do województwa bielskiego.
W okresie międzywojennym działał tu oddział Związku Strzeleckiego.
Podczas wojny obronnej Polski w 1939 r. w okolicy Kasperek toczone były walki obronne.
Pod koniec lat 80. XX wieku na terenie przysiółka wybudowano kościół parafialny parafii Zesłania Ducha Świętego w Lalikach.